# Kozo Kuniba
Kozo Kuniba (国場コウゾウ Kuniba Kōzō), född den 8 juni 1960 i Osaka, är en  japansk utövare och instruktör av karate 8:e dan och fjärde Sōke för skolan Motobu-ha Karate-dō inom grundstilen Shitō-ryū. 

## Tidiga år
Som son till Kuniba Shōgō påbörjade Kōzō sin karateträning vid 5 års ålder under sensei Tateishi Masao inom Motobu-ha Shitō-ryū. Han erövrade sitt svarta bälte shodan 1972 och nidan 1974 genom Seishin-kai. Efter att ha tävlat i japanska turneringar under 1972-73 avslutade han detta som champion vid 14 års ålder. Senare fick han erkännande som sandan av JKF, Japan Karate Federation 1978.

## I USA
Kuniba följde sin far, som 1983 hade flyttat till Portsmouth VA, USA. Han fick intensiv träning vid dennes amerikanska dōjō och inskolning för att kunna ta över verksamheten, där självförsvar hade blivit en integrerad del med den traditionella. 1991 erövrade han sin 5:e dangrad och blev erkänd som shihan.  
Faderns död redan 1992 ledde till att Kunio Tatsuno dök upp som den nye ordföranden, kaichō, för Seishin-kai och tog upp rollen som Soke för Motobu-ha Shitō-ryū Karate-dō. Tatsuno tilldelade Kuniba dennes rokudan 1996 och gav honom ansvar som stilledare för Seishin-kais internationella sektion. Tatsuno avled 1999, vilket ledde till att den separeration från Seishin-kai, som inletts efter faderns död, nu fullföljdes så att Seishin-kai övergick helt till arvingarna efter Tatsuno med följeslagare. Bröderna Kuniba bildade i stället formellt Nihon Karate-dō Kuniba Kai med Kōzō som kaichō och Nanadan. Denna stil hade redan tidigare gjort sig känd som Kuniba-kai och blev formellt erkänd av JKF.

## Internationellt
Kuniba har fortsatt faderns ansträngningar att ge Kuniba-kai en vidare internationell spridning, exempelvis till Indien och Storbritannien och Italien. Kuniba Kai International räknar numera bortåt 20 000 medlemmar i ett 20-tal länder. Vid 10-årsjubileet 2009 blev Kuniba befordrad till Hachidan och antog titeln Sosai. James Herndon övertog rollen som internationell kaichō och Hanshi.
Kuniba besökte Sverige i februari 2012, bland andra Wakajishi karateklubb på Södermalm i Stockholm, som tillhör stilorganisationerna Kuniba-kai International och Svenska Kuniba Kai.